# Trzęsienie ziemi w Bazylei

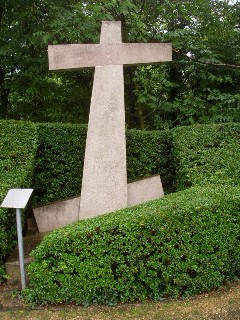
Krzyż w Reinach upamiętniający ofiary trzęsienia ziemi

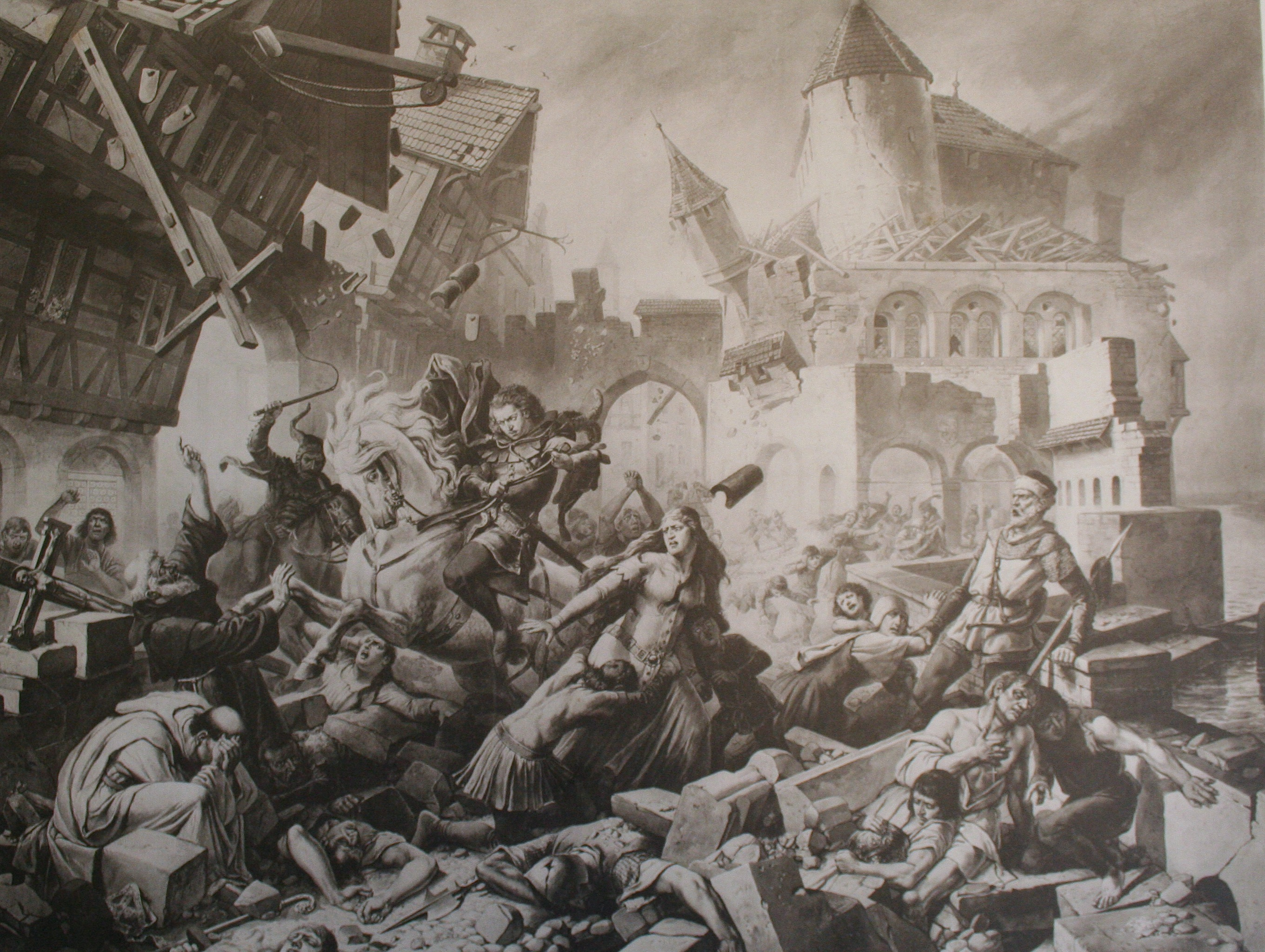
Bazylejskie trzęsienie ziemi przedstawione przez malarza Karla Jauslina

Trzęsienie ziemi w Bazylei – określenie odnoszące się do wstrząsu sejsmicznego, odnotowanego w średniowiecznych kronikach pod datą 18 października 1356 roku. Trzęsienie ziemi odczuwalne na większości terenów Europy Zachodniej i Środkowej spowodowało rozległe zniszczenia na obszarze dzisiejszej północno-zachodniej Szwajcarii. Według współczesnych badaczy jest to największe wewnątrzpłytowe zdarzenie sejsmiczne w udokumentowanej historii kontynentu europejskiego.

## Warunki sejsmiczne
Region Bazylei przecina uskok tektoniczny ciągnący się dwoma ramionami od miejscowości Aesch w kierunku północnym. Doliną wyznaczaną tym uskokiem biegnie rzeka Ren.

## Zdarzenie
Wstrząs zasadniczy – około godziny dziesiątej wieczorem – został poprzedzony na dwie, trzy godziny wcześniej zdarzeniem sejsmicznym o mniejszej sile. Z kolei po głównym trzęsieniu ziemi, w ciągu najbliższych dni przez region przetoczyło się wiele wstrząsów wtórnych, z których część posiadała wystarczającą moc, by spowodować dalsze uszkodzenia naruszonych konstrukcji.
Epicentrum głównego trzęsienia ziemi mieściło się najprawdopodobniej pod wsią Reinach, w odległości około 25-30 kilometrów na południowy zachód od Bazylei, w górach Jura. Głębokość ogniska szacuje się na dziesięć kilometrów z błędem w granicach pięciu kilometrów.
Wstrząs o sile szacowanej na 6,2 magnitudy (wcześniejsze szacunki mówiły o ok. 6,5 magnitudy) zakołysał obszarem o powierzchni w przybliżeniu pół miliona kilometrów kwadratowych, a więc olbrzymimi terenami Europy Zachodniej i Środkowej. Ogólnie ujmując, trzęsienie zostało odczute w pasie rozciągającym się od Paryża na zachodzie po Pragę na wschodzie. Fakt tak olbrzymiego obszaru makrosejsmicznego dla tego konkretnego trzęsienia ziemi można wytłumaczyć strukturą geologiczną kontynentu europejskiego – w większości o budowie płytowej skał, wewnątrz której fale sejsmiczne nie zanikają tak łatwo (nie załamują się z przyczyny braku większych nieciągłości i fałdowań skalnych).
Trzęsienie bardzo silnie odczuły także regiony szwajcarskich miast: Blauen i Hauenstein-Ifenthal, a także region Sundgau we Francji (intensywność wibracji: VIII/VII/VI st. w skali MSK) i Badenia-Wirtembergia w Niemczech (VII/VI st. w skali MSK). Tam również zdarzenie miało destrukcyjny wpływ na miasta.

## Skutki
Ofiary
Nie jest znana dokładna liczba ofiar bazylejskiego trzęsienia ziemi. „Kronika Bazylei” wspomina o trzystu ofiarach w samym mieście. Obecnie uważa się, że w wydarzeniu śmierć poniosło stosunkowo niewielu ludzi, ponieważ większość uciekła z miasta już po pierwszych, popołudniowych wstrząsach.
W zależności od źródeł możemy spotkać się z szacunkami wahającymi się od kilkuset do nawet dwóch tysięcy ofiar.
Zniszczenia
Według historycznych zapisków, w promieniu trzydziestu kilometrów od epicentrum nie ostał się żaden obiekt architektoniczny. Wokół Bazylei intensywność wibracji osiągnęła prawdopodobnie VIII-IX stopień w skali MSK z wyraźnie największym przyspieszeniem drgań gruntu na obszarze, na południe od miasta (IX-X stopień w skali MSK).
W samej Bazylei, jak wynika z zapisów kronikarskich, ...i w okolicach nie ostał się żaden kościół, wieża czy dom z kamienia, większość z nich została zniszczona... Poważnym zniszczeniom uległa m.in. tamtejsza katedra.
Zniszczenia objęły także około trzydziestu zamków i warowni położonych w promieniu dziesięciu kilometrów od miasta (część źródeł wspomina o około czterdziestu zniszczonych budowlach obronnych)

## Odbudowa i pamięć o trzęsieniu
Odbudowa miasta rozpoczęła się w niedługi czas po opanowaniu sytuacji i oszacowaniu zniszczeń. Już wczesnym latem 1357 roku rytm życia Bazylei wrócił do normalności. Do roku 1370 odbudowano większość zniszczonych podczas trzęsienia budynków.
Pomnik w Reinach – krzywy krzyż – przypomina o trzęsieniu ziemi i o legendzie dotyczącej, związanej z wydarzeniami, postaci hrabiego Walrama von Thiersteina.